# 아자즈

아자즈는 나히야 아자즈와 아자즈 구역의 행정 중심지이다.

아자즈(Azaz, 아랍어: أَعْزَاز ʾAʿzāz[*])는 시리아 북서부에 위치한 도시로, 알레포에서 북북서쪽으로 약 20 마일 (32 킬로미터) 떨어져 있다. 시리아 중앙통계국(CBS)에 따르면, 아자즈의 인구는 2004년 인구 조사에서 31,623명이었다. 2015년 기준 기준으로, 주민들은 거의 전적으로 수니 이슬람교도였으며, 대부분은 아랍인이었고 일부는 시리아 투르크멘도 있었다.
이곳은 1125년 6월 11일 십자군 국가와 셀주크 튀르크 간의 아자즈 전투가 벌어진 역사적으로 중요한 장소이다. 이 도시는 시리아-튀르키예 국경 검문소 근처에 있으며, 킬리스 시 남쪽의 왼쥐프나르에서 튀르키예로 이어진다. 이곳은 시리아 임시정부의 수도였다.

## 역사
이 도시는 고대에는 다른 이름으로 알려졌다: 후르리어로는 아자주와(Azazuwa), 중세 그리스어로는 아자지온(Αζάζιον, Azázion), 고대 아람어로는 하즈(Ḥzz)(나중에 신아시리아어로 하자주(Ḫazazu)로 발전)였다.

### 초기 이슬람 시대
텔 아자즈(Tell Azaz) 유적지 발굴에서 초기 및 중기 이슬람 시대의 상당한 양의 도자기가 발견되었다. 고고학적 발견으로 미루어 볼 때 아자즈의 중요성에도 불구하고, 이슬람 문헌에서는 12세기 이전에는 이 정착지가 거의 언급되지 않았다. 그러나 무슬림 음악가 이스하크 알마우실리(767–850)의 이 마을 방문은 아바스 칼리파국 통치 기간 동안 아자즈의 중요성을 시사한다. 알레포의 함단 왕조(945–1002)는 아자즈에 벽돌 성채를 건설했다. 이 성채는 텔 위에 위치한 두 개의 울타리로 둘러싸인 정사각형 요새였다.
1030년 8월 10일, 아자즈 근처의 투발(Tubbal)은 로마노스 3세 동로마 황제가 미르다스 왕조에게 굴욕적인 패배를 당한 현장이 되었다. 같은 해 12월, 동로마 장군 미스테이아의 니케타스와 시메온이 아자즈를 포위하고 점령했으며, 보복으로 투발을 불태웠다.

### 십자군 시대
십자군 시대에 십자군 문헌에서 "하자르트"로 언급된 아자즈는 지형과 주변 지역을 내려다보는 위치 때문에 특히 전략적으로 중요해졌다. 무슬림의 손에 있을 때 아자즈는 에데사 백작령과 안티오키아 공국이라는 십자군 국가들 간의 통신을 방해했고, 십자군의 손에 있을 때는 주요 무슬림 도시인 알레포를 위협했다. 1118년 12월경, 십자군 공작 안티오키아의 로제르와 아르메니아 공작 아르메니아의 레오 1세는 마르딘의 투르크멘 공작 일가지로부터 아자즈를 포위하고 점령했다.
1124년 1월, 발라크와 다마스쿠스의 부리드 아타베그 토그테킨은 아자즈의 방어선을 뚫었지만, 십자군 증원군에 의해 격퇴되었다. 1125년 4월, 셀주크 모술의 아타베그 아크순쿠르 알-부르수키와 토그테킨은 안티오키아 공국을 침공하고 아자즈를 포위했다. 이에 대한 대응으로 1125년 5월 또는 6월, 예루살렘의 보두앵 2세 국왕이 지휘하는 3,000명의 십자군 연합군은 아자즈 전투에서 15,000명의 무슬림 연합군과 맞서 승리하여 마을 포위를 풀었다.
그러나 1144년 장기 왕조의 에데사 함락 이후 이 지역에서 십자군의 세력은 타격을 입었다. 그 후 아자즈를 포함한 에데사 백작령의 다른 요새들은 점차 방치되었다. 1146년, 토론의 험프리 2세는 아자즈 주둔군을 보강하기 위해 60명의 기사를 보냈다. 강력한 요새에도 불구하고, 아자즈 요새는 1150년 6월 알레포의 장기 토후인 누르 앗 딘 휘하의 무슬림에게 마침내 함락되었다.

### 13세기–20세기
알레포의 아이유브 아미르인 알아지즈 우스만은 아자즈에 있던 초기 함단 왕조의 건축물을 돌로 재건했다. 아이유브 왕조 시대인 1226년, 지역 역사가인 야쿠트 알하마위는 아자즈를 "훌륭한 마을"이라고 묘사하며, 그 정착지를 "데이르 텔 아자즈"라고 불렀다. 이곳은 카프르 라타, 만나그, 야브린, 아르파드, 투발, 인나브의 시장 마을이나 요새를 포함하는 같은 이름의 지역 중심지였다. 맘루크 술탄국은 13세기부터 이 지역을 통치했다. 오스만인은 1516년 마르지 다비크 전투에서 승리하며 이 지역에 진입했다. 아자즈는 오스만 시대에도 시리아 투르크멘족이 계속 거주했다. 이곳은 킬리스와 함께 산자크 행정 구역이었다. 20세기 초 오스만 제국의 몰락 이후 새로운 시리아-튀르키예 국경은 아자즈 바로 북쪽을 통과했다. 이 마을은 처음에 프랑스 식민제국의 프랑스 위임통치령 시리아의 일부였고, 1946년부터는 독립 국가인 시리아의 일부가 되었다.

### 시리아 내전

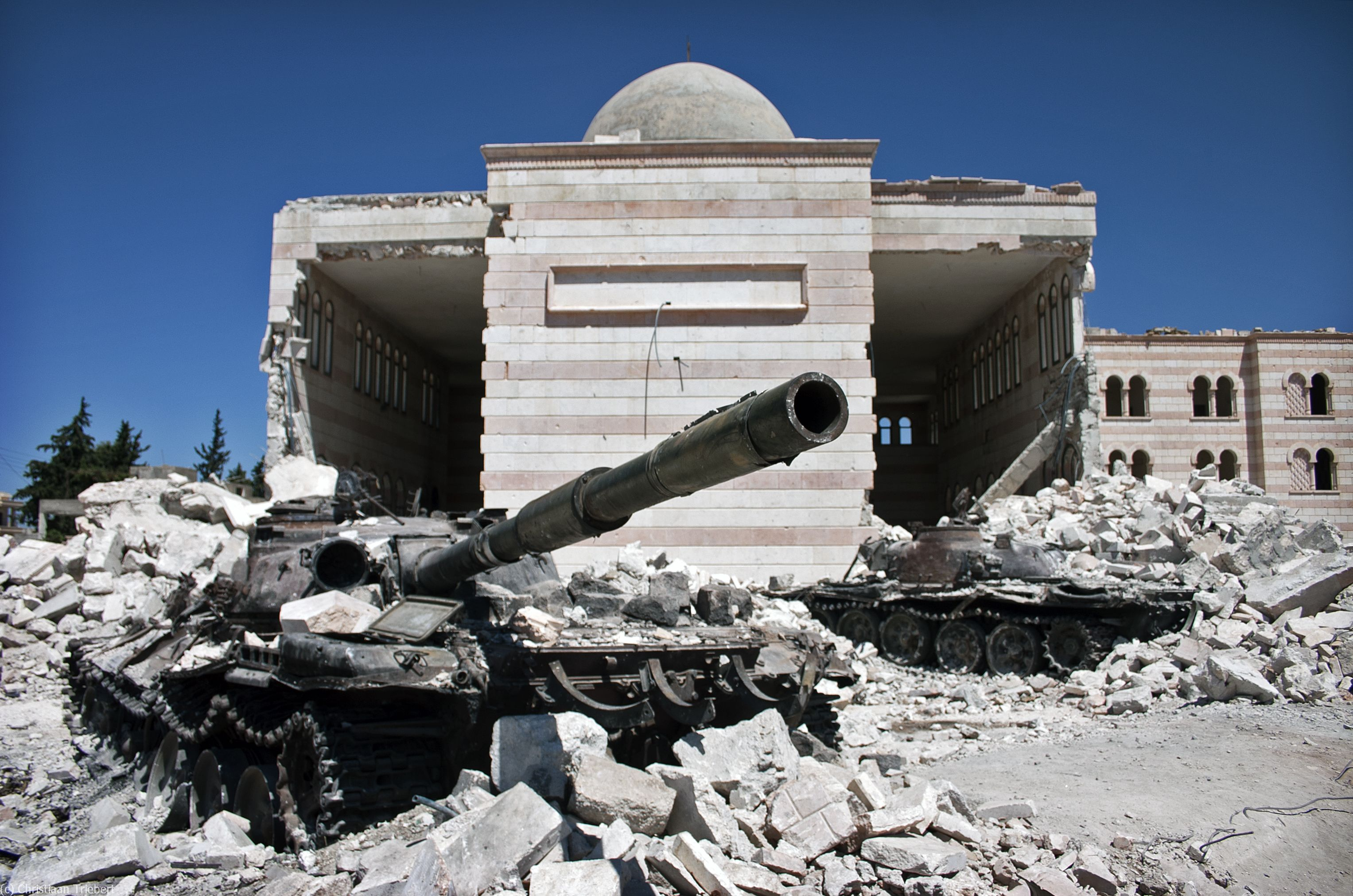
아자즈, 시리아 내전 2012

2012년 7월 19일, 시리아 내전 중에 시리아 정부에 반대하는 반군이 마을을 점령하는 데 성공했다. 이 마을은 튀르키예-시리아 국경과 가까운 전략적 보급로로 매우 중요하게 여겨진다.
이라크 레반트 이슬람 국가는 2013년 10월에 아자즈를 점령했지만, 2014년 2월에 다른 영토에서 고립된 후 도시에서 철수했다.
ISIL 철수 후, 아자즈는 당시 자유 시리아군(FSA)의 일부였던 이슬람 전선 산하의 여단인 북부 폭풍 여단의 통제 하에 남겨졌다. 샤리아 위원회는 샤리아 법의 집행을 담당했으며, 북부 폭풍 여단이 이를 감시했다. 민간 의회는 공공 서비스 분야를 관할했다. 2015년 북부 공세 중 ISIL은 아자즈에 접근했지만, 도시를 직접 공격하는 데는 실패했고, 카프라와 주변 영토를 점령했다. 정규 ISIL 군대는 2016년 10월에 마침내 알레포주에서 추방되었지만, 2017년 1월 아자즈 폭탄 테러는 ISIL의 소행으로 알려졌다.
2015년 1월, 알누스라 전선은 마을에 제한적으로 존재하며 한 개의 모스크를 통제했다. 2015년 10월까지 마을의 통제권은 알누스라와 자유 시리아군 여단이 공유했다.
튀르키예는 2016년 2월 인민수호부대(YPG)가 반군에 대항하여 진격하는 동안 아자즈에 시리아 투르크멘 민병대 기지를 조직하기 시작했다. 이는 쿠르드족 YPG가 아프린과 코바니주 사이에 육교를 확보하는 것을 막기 위함이었다. 튀르키예 정부는 아자즈를 쿠르드군이 넘어서는 안 되는 "레드라인"으로 선언했다. 아자즈는 2016년 유프라테스 방어 작전 중 시리아 북부 튀르키예 점령지에 속하게 된 최초의 도시 중 하나였다. 2017년 말까지 아자즈는 시리아 임시정부의 본부였다.

## 기후
아자즈는 쾨펜의 기후 구분에 따르면 고온 여름 지중해성 기후(Csa)를 가진다.
| Azaz, elevation 555 m (1,821 ft)의 기후 | Azaz, elevation 555 m (1,821 ft)의 기후 | Azaz, elevation 555 m (1,821 ft)의 기후 | Azaz, elevation 555 m (1,821 ft)의 기후 | Azaz, elevation 555 m (1,821 ft)의 기후 | Azaz, elevation 555 m (1,821 ft)의 기후 | Azaz, elevation 555 m (1,821 ft)의 기후 | Azaz, elevation 555 m (1,821 ft)의 기후 | Azaz, elevation 555 m (1,821 ft)의 기후 | Azaz, elevation 555 m (1,821 ft)의 기후 | Azaz, elevation 555 m (1,821 ft)의 기후 | Azaz, elevation 555 m (1,821 ft)의 기후 | Azaz, elevation 555 m (1,821 ft)의 기후 | Azaz, elevation 555 m (1,821 ft)의 기후 |
| 월                                      | 1월                                     | 2월                                     | 3월                                     | 4월                                     | 5월                                     | 6월                                     | 7월                                     | 8월                                     | 9월                                     | 10월                                    | 11월                                    | 12월                                    | 연간                                    |
| --------------------------------------- | --------------------------------------- | --------------------------------------- | --------------------------------------- | --------------------------------------- | --------------------------------------- | --------------------------------------- | --------------------------------------- | --------------------------------------- | --------------------------------------- | --------------------------------------- | --------------------------------------- | --------------------------------------- | --------------------------------------- |
| 일평균 최고 기온 °C (°F)                | 9.1 (48.4)                              | 10.8 (51.4)                             | 15.1 (59.2)                             | 20.7 (69.3)                             | 26.7 (80.1)                             | 32.0 (89.6)                             | 34.5 (94.1)                             | 34.7 (94.5)                             | 31.0 (87.8)                             | 25.5 (77.9)                             | 17.6 (63.7)                             | 10.8 (51.4)                             | 22.4 (72.3)                             |
| 일일 평균 기온 °C (°F)                  | 5.3 (41.5)                              | 6.5 (43.7)                              | 10.0 (50.0)                             | 14.6 (58.3)                             | 19.7 (67.5)                             | 24.6 (76.3)                             | 27.0 (80.6)                             | 27.2 (81.0)                             | 24.1 (75.4)                             | 19.1 (66.4)                             | 12.5 (54.5)                             | 7.0 (44.6)                              | 16.5 (61.7)                             |
| 일평균 최저 기온 °C (°F)                | 1.3 (34.3)                              | 2.2 (36.0)                              | 4.8 (40.6)                              | 8.6 (47.5)                              | 12.8 (55.0)                             | 17.2 (63.0)                             | 19.5 (67.1)                             | 19.7 (67.5)                             | 17.2 (63.0)                             | 12.8 (55.0)                             | 7.5 (45.5)                              | 3.5 (38.3)                              | 10.6 (51.1)                             |
| 평균 강수량 mm (인치)                   | 89 (3.5)                                | 82 (3.2)                                | 68 (2.7)                                | 44 (1.7)                                | 22 (0.9)                                | 3 (0.1)                                 | 1 (0.0)                                 | 1 (0.0)                                 | 4 (0.2)                                 | 22 (0.9)                                | 44 (1.7)                                | 89 (3.5)                                | 469 (18.4)                              |
| 출처: FAO                               |                                         |                                         |                                         |                                         |                                         |                                         |                                         |                                         |                                         |                                         |                                         |                                         |                                         |

## 참고 자료
- Bylinski, Janusz (2004). 〈Three Minor Fortresses in the Realm of the Ayyubid Rulers of Homs in Syria: Shumaimis, Tadmur (Palmyra) and al-Rahba〉.   Faucherre, Nicolas; Mesqui, Jean; Prouteau, Nicolas. 《La fortification au temps des croisades》. Presses universitaires Rennes. ISBN 978-2-86847-944-0.
- Deschamps, Paul (1973). 《Les châteaux des Croisés en terre sainte III: la défense du comté de Tripoli et de la principauté d'Antioche》 (프랑스어). Paris: Librairie Orientaliste Paul Geuthner.